# Biosphère II
Pour les articles homonymes, voir Biosphère (homonymie).

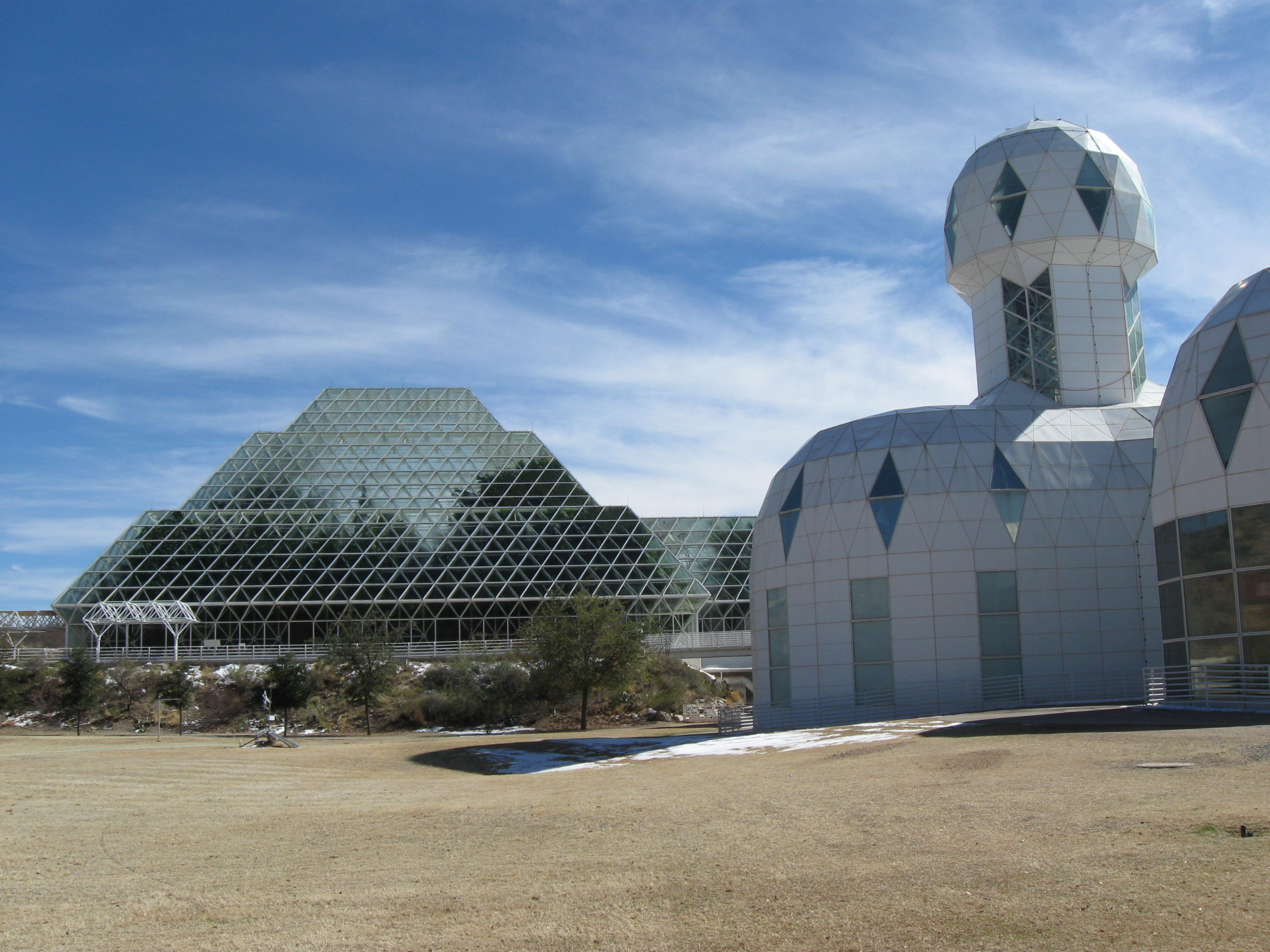
Biosphère II vue de l'extérieur, côté opposé

Biosphère II, ou Biosphère 2, est un site expérimental construit pour reproduire un système écologique artificiel clos situé à Oracle, dans le désert de l'Arizona, en bordure des monts Santa Catalina. Biosphère 2 fut construite entre 1987 et 1991 par Space Biosphere Ventures, une entreprise dont les promoteurs furent John Polk Allen et Margret Augustine. Cette structure avait pour but de tenter de recréer un écosystème viable à l'intérieur d'un immense dôme fermé. Il avait entre autres objectifs d'évaluer la faisabilité de biosphères identiques lors de la colonisation spatiale. L'expérience a été baptisée Biosphère 2 en considérant que la Terre est « Biosphère 1 ». Les fonds nécessaires, évalués à 200 millions de dollars furent fournis par Edward Bass (en) entre 1985 et 2007.

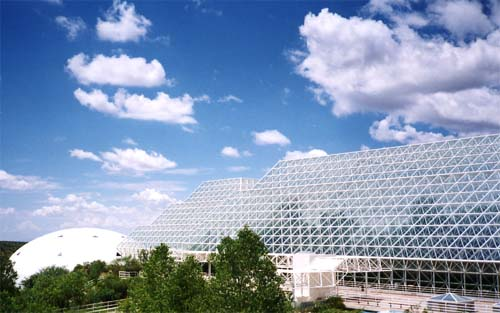
Biosphère II, vue de l'extérieur

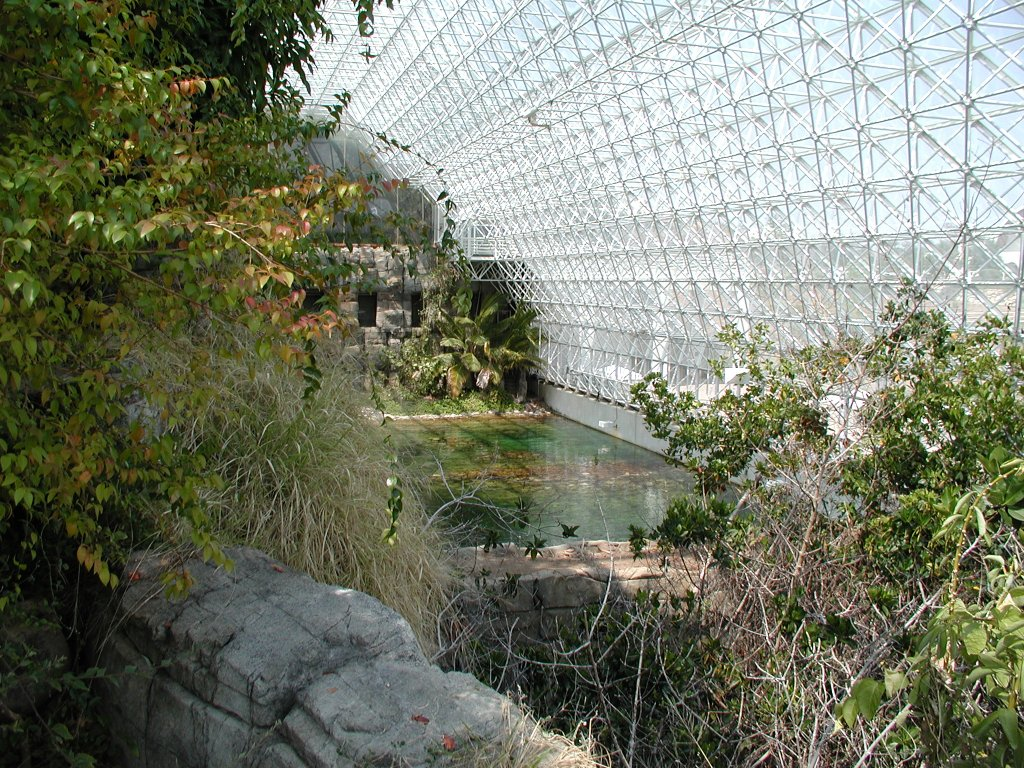
Biosphère II vue de l'intérieur, la savane au 1er plan et l'océan dans le fond.

Avec une superficie de 1,27 ha, c'est le plus grand système écologique fermé jamais construit. On y avait reconstitué différents écosystèmes : une forêt tropicale humide, un océan avec sa barrière de corail, une mangrove, une savane, un désert, un terrain réservé à l'agriculture, un habitat humain avec ses quartiers privés et ses lieux de travail, ainsi qu'un étage en sous sol pour les installations techniques. De l'eau chaude et froide circulait à travers un réseau de tuyaux indépendant, et l'énergie électrique était fournie par une centrale au gaz naturel.
Son étanchéité permit aux scientifiques de mesurer chaque modification de l'air, de l'eau et du sol, ainsi que l'état de santé de l'équipage humain qui y vivait.
Deux missions ont été menées dans le dôme scellé. La première a duré deux ans, du 26 septembre 1991 au 26 septembre 1993. La seconde a duré six mois en 1994. Biosphère 2 a été créée parce que les chercheurs voulaient voir s'il était possible de faire une telle expérience sur Mars pour pouvoir vivre à sa surface. Ce projet, s'il a échoué, concernant notamment le recyclage de l'air, a eu le mérite de montrer la difficulté de maîtriser un écosystème.

## Historique

### Conception et construction
Le financement de ce projet est obtenu auprès d'un pétrolier texan à la suite de la mobilisation d'une communauté de hippies de San Francisco des années 1960, tous passionnés par le roman Le Mont Analogue de René Daumal. Selon Matt Wolf, documentariste américain, Biosphère 2 « transpose à la lettre Le Mont Analogue : la création d'un monde qui n'existe sur aucune carte, l'utopie collective, l'esprit de conquête, la fin brutale, tout y est, ou presque ».
Le projet est construit dans le milieu des années 1980 avec John Allen, un idéaliste parfois qualifié de « gourou », et Edward Bass, un milliardaire texan. Les deux hommes se sont rencontrés dans la décennie précédente dans une communauté au Nouveau-Mexique. Ils créent pour la réalisation de Biosphère II la société Space Biosphere Ventures (SBV), société financée par Bass et dirigée par Allen. Selon ces deux hommes, ce projet est « le plus excitant depuis le lancement par John F. Kennedy de la nouvelle frontière spatiale. » L'idée est de créer un espace en totale autonomie, sur le modèle de la Terre, avec une mer d'eau salée, un désert de sable, une forêt tropicale... notamment à des fins de recherches pour le bien de l'humanité. John Allen souhaite en effet étudier la manière dont il serait possible à l'homme de s'installer sur d'autres planètes ainsi que de savoir comment la vie évolue dans ce type d'univers fermé.
La construction débute en 1987 dans une zone désertique à Oracle dans l'Arizona. Sur un terrain de 1,37 hectare, Biosphère II est isolée du sol par une double couche de béton séparée par une couche d'acier inoxydable. Sur ce béton sont déposées 30 000 tonnes de terre. La sphère est aussi isolée de l'atmosphère terrestre par une structure en verre constituée de 6500 fenêtres qui d'après ses concepteurs serait « trente fois plus étanche que les parois d’une navette spatiale. » La serre est longue de 154 mètres, large de 110 mètres, avec une hauteur maximale de 26 mètres. Elle est divisée en biomes qui reproduisent différents milieux qui existent sur Terre. Chacun des biomes occupe une aire de plus de 500 m2. La profondeur maximale du sol est de 6 mètres, et l’océan atteint une profondeur maximale de 7 mètres. Le nom de Biosphère II est choisi car Biosphère I correspond à la Terre.
Grâce à des systèmes complexes de ventilation et de refroidissement, ses concepteurs ont l'ambition d'y offrir un échantillon des différentes zones climatiques de la planète. La flore et la faune sont constituées en totalité de 3800 espèces « de la mousse jusqu’à l’arbre de haute futaie et du moustique jusqu’à la chèvre et au daim » (le daim étant choisi dans une variété naine car l'espace est compté). Les huit mésocosmes ayant été recréés sont :
- la forêt tropicale humide ;
- le désert ;
- la savane arbustive épineuse ;
- la savane ;
- le marais ;
- la mangrove ;
- l’océan et son récif corallien ;
- et un terrain agricole[3].

Les huit bionautes (habitants de Biosphère II) de l'expérience devront produire leur nourriture dans une zone de culture intensive où peuvent se côtoyer, sur 2 200 m2, jusqu'à cinquante variétés de fruits et légumes. Poissons, volailles, cochons et chèvres complètent l'ordinaire. Les bionautes disposent chacun d'un appartement dans le quartier d'habitation où se trouvent aussi des laboratoires. La dilatation de l'air par la chaleur pourrait faire exploser Biosphère II, la serre est donc reliée à deux chambres de décompression dont une absorbe et restitue à volonté l'atmosphère excédentaire.

### Description des biomes

#### Le désert
Le désert, sur ses 1 400 m2 et son volume de 18 000 m3, a une température variant entre 2 et 43 °C. Deux cents plantes y ont été plantées ou repiquées. Ce désert est de type chaud côtier, et les principales espèces de plantes rencontrées proviennent de la côte chilienne, de la côte sud-ouest de l’Afrique et du désert Baja California. On y trouve une dune. Dans les années 2000 il sera séparé des autres biomes connectés (savane, savane arbustive épineuse, mangroves, marais et océan) pour y effectuer des recherches spécifiquement sur ce mésocosme.

#### Les marais
Les marais, réalisés par Walter Adey du Laboratoire des systèmes marins du Smithsonian Institute, s'étalent sur 3 600 m2 et reconstituent le biotope des Everglades de Floride.

#### Les mangroves
Les mangroves retrouvées à Biosphère 2 couvrent une superficie de 450 m2. Les plantes trouvées dans ce biome proviennent de la forêt de mangroves du sud-ouest de la Floride. Les caractéristiques des plantes transplantées sont très comparables à la forêt d’origine. Les mangroves se retrouvent dans des marais salants ; les arbres sont principalement des palétuviers, qui sont des espèces halophiles, c’est-à-dire qu’ils sont adaptés à des conditions de salinité très élevée. La principale espèce de palétuvier se trouvant à Biosphère 2 est Rhizophora mangle (L.).

#### La savane
La savane réunit sur 1 200 m2 une faune et une flore originaires d'Afrique, d'Amérique du Sud et d'Australie. Ces différents types de savanes diffèrent selon les caractéristiques suivantes : la savane africaine est constituée de grands espaces fertiles et couverts d’herbacées, et les arbres s’y trouvant sont du type Acacia. La savane australienne est plutôt composée de broussailles ouvertes, et l’espèce d’arbre dominante est l’eucalyptus, tandis que la savane néotropicale est principalement constituée d’espèces végétales se trouvant en forêt tropicale humide, mais de façon beaucoup plus clairsemée, avec présence d’herbacées.
Elle abrite la faune propre à ce type de végétation. On y trouve notamment une colonie de termites.

#### L'océan
L’océan, contenant le récif corallien, est un immense bassin contenant 3,5 millions de litres d’eau de mer, et a une profondeur maximale de 7 mètres. Celui-ci a été l’un des systèmes les plus audacieux et difficiles à maintenir à l’intérieur de Biosphère 2.

#### La forêt tropicale humide
Pour la forêt tropicale, Ghillean Prance, directeur des Jardins botaniques de Londres, a sélectionné trois cents plantes sur une surface de 1 900 m2. Le volume total de ce mésocosme est de 27 000 m3, ce qui en fait le plus important biome au sein de Biosphère 2. Les espèces végétales retrouvées dans ce biome sont un mélange d’espèces trouvées dans différents écosystèmes terrestres, et non seulement provenant de la forêt amazonienne. Par exemple, du gingembre ainsi que du bambou y ont été transplantés pour diminuer la lumière intense provenant de la réflexion du Soleil sur les parois de verre de la serre.

## Missions
Deux missions ont été menées dans le dôme. La première a duré du 26 septembre 1991 au 26 septembre 1993. Elle a été précédée d'un essai dans un « module-test. » La seconde a duré six mois en 1994.

### Première mission
La première mission débute le 26 septembre 1991. L'équipe de la première mission est constituée de huit scientifiques, médecins et chercheurs : Roy Walford, Jane Poynter, Taber McCullum, Mark Nelson, Sally Silverstone, Abigail Alling, Mark Van Thillo et Linda Leigh,. Ils sont âgés de 26 à 66 ans et sont habillés de combinaisons rouges lors de leur entrée dans la serre pour ce qui est appelé « leur voyage. » Un public de plusieurs milliers de personnes assiste à la fermeture du dôme. Ils doivent vivre en autarcie totale, notamment en recyclant leurs déchets ainsi que l'air et l'eau.
Le début de la mission est assez heureux. Les bionautes, qui communiquent avec l'extérieur par téléphone, aiment travailler la terre et apprécient la vie dans la sphère. L'autarcie alimentaire est notamment assurée par des cultures. Les plants de bananes et de pommes de terre poussent très bien, représentant une source significative de nourriture pour l'équipe. Le régime est hypocalorique au début avec 1 800 calories, et jusqu'à 2 200 calories par la suite. Les occupants connaissent d'ailleurs des pertes de poids de 16 % en moyenne.
Durant cette première mission, il s'avère que le niveau d'oxygène dans le dôme diminue de 0,5 % par mois, sans possibilité de trouver l'équilibre qui assurerait sa stabilité. À un moment, l'atmosphère intérieure devient comparable à celle qu'on peut retrouver à 1 200 m d'altitude. Le niveau de dioxyde de carbone grimpe, mais ce gaz est absorbé par le béton qui sert de base au dôme. Petit à petit le niveau d'oxygène devient tellement bas que certains membres de l'équipe tombent malades, et il fallut absolument introduire artificiellement de l'oxygène venant de l'extérieur à l'intérieur du dôme, ce qui fit perdre toute crédibilité à la mission.
Ces problèmes atmosphériques seraient en grande partie dus à la faible luminosité extérieure : cette année-là en effet le temps est particulièrement mauvais en Arizona, et la photosynthèse, qui devrait produire assez d'oxygène pour assurer l'équilibre, est insuffisante. De plus la structure même de la sphère bloquerait une part importante des rayons lumineux.[réf. souhaitée]

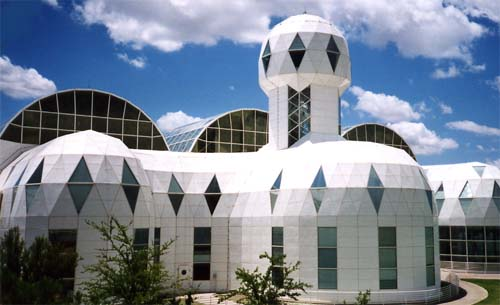
Biosphère II vue de l'extérieur

La baisse du niveau d'oxygène vient des matières organiques qui ont été mises sous la serre pour rendre la terre Biosphère II plus fertile. Une « vie bactérienne intense fortement consommatrice d’oxygène » s'y est développée. Il serait nécessaire de changer toute la terre, mais cela impliquerait de fermer le dôme pendant des mois.
Le manque d'oxygène crée une plus grande fatigue pour les participants de l'expérience ainsi que pour les animaux qui s'y trouvent. Cet air vicié va entraîner la mort de la plupart des animaux vertébrés, tout comme celle des insectes pollinisateurs. Les plantes grimpantes de la forêt tropicales s'adaptent bien à cette atmosphère et prolifèrent dans les autres biomes.
D'après Neil Campbell et Jane Reece, Biosphere 2 souffrait de niveaux de CO2 très fluctuants, et presque toutes les espèces de vertébrés et tous les insectes pollinisateurs moururent. Il y eut une prolifération de cafards et d'autres nuisibles, qu'il fallut contenir. Les fourmis ne furent délibérément pas introduites dans l'habitat mais une espèce locale se développa très bien.
Au bout de treize mois de mission, le taux d'oxygène s'élève à 14 %, c'est-à-dire l'équivalent de celui respirable à 4 000 mètres d'altitude (le taux normal est de 21 %). Après de longs débats, il est décidé d’injecter de l'oxygène pur dans le dôme, ce qui brise la règle du confinement total. 30 ouvertures sont pratiquées dans le dôme pour injecter 23 tonnes d'oxygène, des capteurs de gaz carbonique sont installés et les bionautes reçoivent secrètement de la nourriture supplémentaire car ils souffrent de la faim.
L'équipe est alors divisée en deux groupes qui ne s'entendent plus. D'un côté ceux qui mangent la nourriture ramenée secrètement, de l'autre les fidèles de John Allen qui obéissent aux ordres qu'il envoie depuis l'extérieur. Certains des bionautes n'ont pas de formation scientifique et ne mènent pas d'expériences. Les résultats d'expériences scientifiques n'arrivant pas, l'air importé dans le dôme ôtant de la crédibilité à Biosphère II, plusieurs scientifiques du comité de chercheurs qui a permis au projet d'avoir de la crédibilité démissionnent.
La mission se termine le 26 septembre 1993. L'enthousiasme du début a laissé place à une critique virulente des médias devant le coût et l'inutilité d'une telle expérience. La réussite commerciale est néanmoins présente, 450 000 spectateurs payants étant venus assister à l'expérience sur les deux ans de sa durée, beaucoup de produits dérivés ont été vendus et le site est devenu la deuxième attraction de l'Arizona après le Grand Canyon.

### Deuxième mission
La seconde mission débute le 6 mars 1994, pour une durée annoncée de 10 mois. L'équipage se compose de Norberto Romo (Capitaine), John Druitt, Matt Finn, Pascale Maslin, Charlotte Godfrey, Rodrigo Romo (pas de lien de parenté avec Norberto) et de Tilak Mahalo. Cette mission doit notamment arriver à « l'autosuffisance alimentaire. »
Le 1er avril 1994, une dispute au sein de l'équipe de direction éclate. John Allen est licencié par Edward Bass. Ce dernier, qui a fourni les fonds pour Biosphère 2, souhaite en effet rentabiliser son investissement en vendant les résultats des expériences faites à la Nasa et veut donc le réorienter uniquement vers la recherche sur l'environnement. Il semble qu'Allen ait trop de pouvoir sur les participants de l'expérience, son attitude pouvant se voir comme une « dérive sectaire. »
Le 5 avril 1994, à 3 heures du matin, Abigail Alling et Mark Van Thillo, membres du premier équipage, vandalisent délibérément le projet en ouvrant des portes et en violant l'étanchéité du lieu. Ils expliquent à la police qui les arrête après une tentative de fuite dans le désert, que selon eux, avec la nouvelle direction du projet, Biosphère 2 risque de se détériorer et de devenir un lieu dangereux pour ceux qui l'occupent. Cet épisode est suivi par de nombreux conflits entre les participants. Le capitaine Norberto Romo (alors marié avec Margret Augustine) quitte Biosphère. Il est remplacé par Bernd Zabel, qui avait été nommé capitaine lors de la première mission mais avait été remplacé à la dernière minute. Deux mois plus tard Matt Finn est remplacé par Matt Smith.
L'entreprise Space Biospheres Ventures, qui possède et dirige Biosphère est officiellement dissoute le 1er juin 1994. La deuxième mission prend fin prématurément le 6 septembre 1994.

## Devenir du site après les missions

### Université Columbia
En 1995, la gestion de Biosphère 2 est confiée à l'université Columbia qui l'utilise comme centre de recherche jusqu'à 2003, date à laquelle la gestion est reprise par les anciens propriétaires. Entre 1996 et 2003, environ 1 200 étudiants sont passés dans ce centre. Durant ces années, l'expérimentation en vue de coloniser d'autres planètes est abandonnée pour se concentrer sur l'observation des effets du réchauffement climatique. Des études se concentrent principalement sur l’impact de changements de température, de précipitations et de concentration en CO2 sur les biomes en place, dans le but d’avoir plus de connaissances pour mieux comprendre les changements climatiques.

### Vente du site
Le 10 janvier 2005, Decisions Investments Corporation, propriétaire de Biosphere 2, annonce que le site est à vendre. La préférence va à un usage scientifique mais n'exclut pas d'autres possibilités comme des universités, des hôtels, des résidences touristiques. En juin 2007, l'agence Associated Press annonce la vente du site pour 50 millions de dollars à CDO Ranching & Development, L.P. (le site a coûté en tout à Edward Bass 200 millions de dollars). 1500 maisons et un hôtel de luxe sont prévus, mais la structure principale sera conservée pour un usage scientifique et éducatif.

### Université de l'Arizona
Le 26 juin 2007, l'université d'Arizona annonce qu'elle assurera la direction de Biosphère 2, utilisant le site comme un laboratoire permettant l'étude des changements climatiques notamment. Edward P. Bass, le financier à l'origine du projet, a fait don de 30 millions supplémentaires de dollars pour la maintenance du site.
En juin 2006, la zone n'est plus utilisée à des fins scientifiques, la structure n'est plus en système clos. Située dans la périphérie de Tucson, elle intéresse les promoteurs immobiliers qui comptent y construire des résidences. Le 5 juin 2007, la structure et ses terrains environnants, totalisant 668 hectares, sont vendus à un promoteur immobilier pour 50 millions de dollars. Un projet de construction de maisons et d'un hôtel est prévu. La structure de la Biosphère doit rester ouverte pour des visites touristiques. Le 26 juin 2007, l'université d'Arizona annonce qu'elle pourrait reprendre des recherches au sein de Biosphère 2, ce qui met fin aux craintes de voir la structure détruite. Les responsables de l'université annoncent que des dons privés pourront permettre de financer les recherches et les coûts d'entretien pour trois années, avec une possible extension à 10 ans.

## Recherches effectuées dans les biomes depuis la création de Biosphère 2

### Recherches effectuées sur le désert

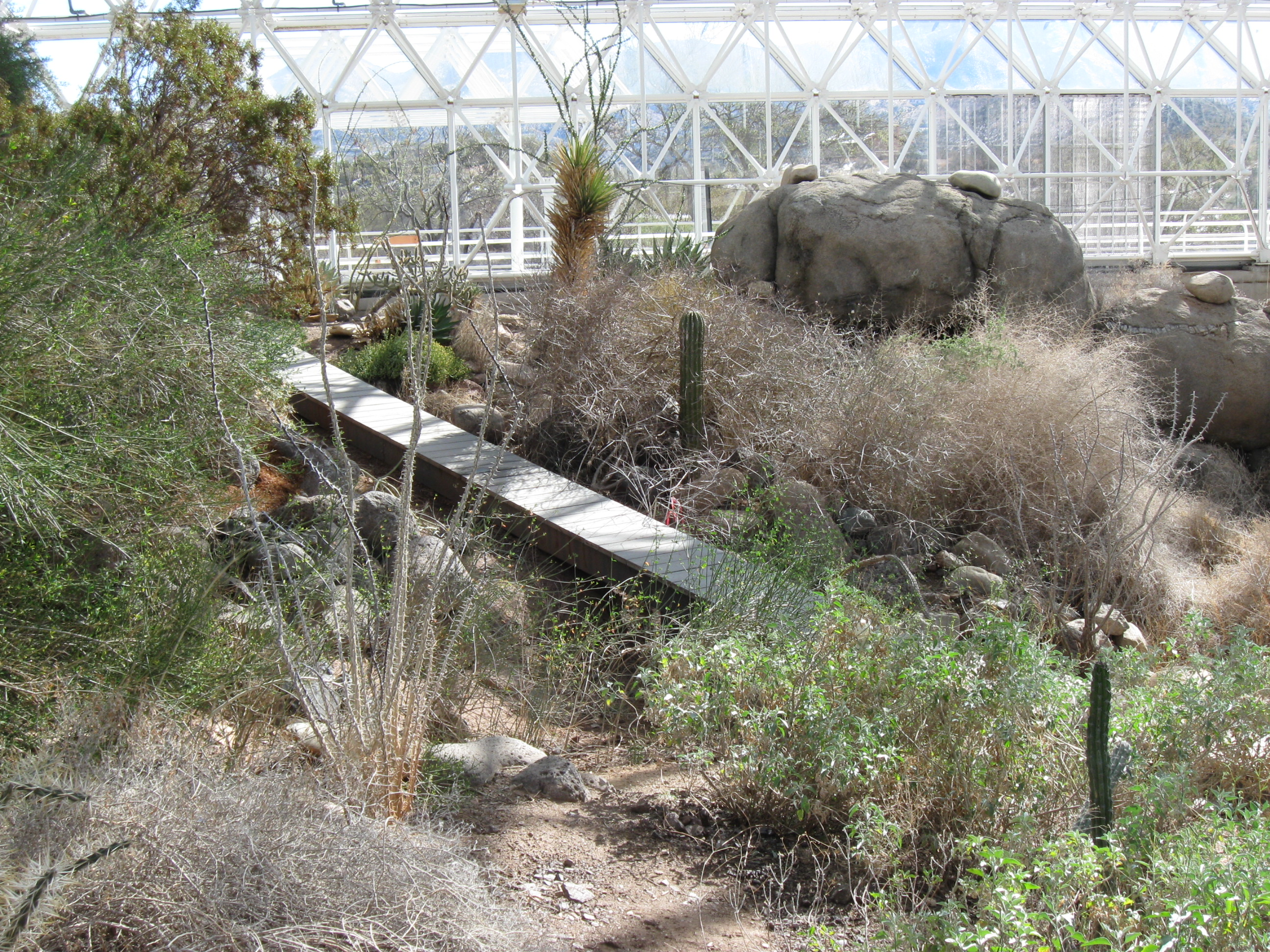
Biome du désert

Des recherches effectuées dans ce biome visaient à déterminer le taux de germination de différentes plantes sous certaines conditions de précipitations (avec ou sans stress hydrique). Le modèle de base pour ce type d’expérience a été adapté à un habitat caractérisé par des cactus, dans lequel la balance de carbone de ce genre d’espèces bien adaptées aux conditions arides a été tenu en compte, et une distinction a été faite entre la biomasse aérienne et souterraine.

### Recherches effectuées sur l'océan
Au cours des expérimentations, le récif corallien en place a très bien répondu aux changements dans la composition de l’atmosphère, de l’intensité lumineuse ainsi qu’à des conditions climatiques adverses. Après les deux ans au cours desquels la première mission s’est déroulée, 87 nouvelles colonies de corail ont été dénombrées.
Les différents projets ayant eu cours dans ce biome ont permis de faire des découvertes très intéressantes et prometteuses sur les récifs coralliens. Il a été démontré que la croissance des récifs était très affectée par des changements dans la concentration en carbonate dissous. Un doublement de la concentration atmosphérique de CO2 réduit la production de carbonate de calcium (CaCO3) par les récifs coralliens de 40 %. Il a été aussi découvert que les récifs coralliens ne peuvent devenir des puits de carbone à long terme, mais plutôt qu’ils vont devenir de faibles sources de production de carbone au fur et à mesure que le taux de calcification diminue.

### Recherches effectuées sur la forêt tropicale
Plusieurs expérimentations à grande échelle ont été réalisées au sein de ce biome sur la capacité des forêts tropicales à constituer des puits de carbone, en lien avec les problèmes actuels reliés aux changements climatiques. Les résultats obtenus dans Biosphère 2 correspondent de façon remarquable aux résultats obtenus par des expérimentations semblables réalisées dans le bassin amazonien.
Il a été démontré qu’une période de sécheresse diminue les influx et efflux de carbone ainsi que la croissance des arbres, mais ne transforme pas la forêt tropicale de puits de CO2 à source de CO2. D’autres recherches ont également été effectuées sur la libération d’isoprène par la végétation. L’isoprène est un hydrocarbure jouant un rôle important dans la chimie troposphérique et une augmentation de la production de ce composé (possible à cause des changements climatiques) entraîne des températures plus élevées ainsi que des périodes accrues de sécheresse.
À l'automne 2019, une sécheresse expérimentale (d'une intensité sans précédent dans la section forêt tropicale de biosphère II) a été créée après que la zone a été fermée puis exposée à du CO2 radiomarqué au carbone 13, un traceur isotopique permettant de suivre les flux de carbone dans les compartiments de la forêt. Puis l’irrigation a été interrompue six semaines. En novembre une autre injection de CO2 radiomarqué est faite pour étudier les changements physiologiques induits par la sécheresse (ex : comment les arbres répartiront-ils leur carbone (dans leurs feuilles, leurs troncs et/ou leurs racines ? ces données sont nécessaires pour modéliser les réponses des arbres aux stress tels que les sécheresses. D'autres traceurs porteront sur les effets de cette sécheresse sur la respiration diurne (étape clé du cycle du carbone), et sur la synthèse de COV par les végétaux et microbes (COV qui agissent rétroactivement sur le climat). Ce travail cherche notamment à mieux comprendre à partir de quand une forêt tropicale devient un émetteur de gaz à effet de serre, plutôt qu'un puits.

## Autres projets futurs ou en cours
Plusieurs autres projets sont actuellement en cours ou projetés. Parmi ceux-ci, il y a la mesure des flux et du temps de résidence du carbone ainsi que d’autres éléments (N, P) dans les biomes terrestres et marins, pour une compréhension approfondie des réponses des différents écosystèmes aux changements climatiques et leurs impacts sur les concentrations en CO2 atmosphérique. D’autres projets permettront de mesurer les changements naturels dans les concentrations en isotopes dans les composantes de l’écosystème, pour comprendre les processus et mécanismes contrôlant les cycles biogéochimiques dans les écosystèmes naturels. Enfin, des expérimentations permettront de manipuler la biodiversité trouvée au sein des différents biomes, pour déterminer le rôle dans la robustesse des écosystèmes face aux changements climatiques.

## Images

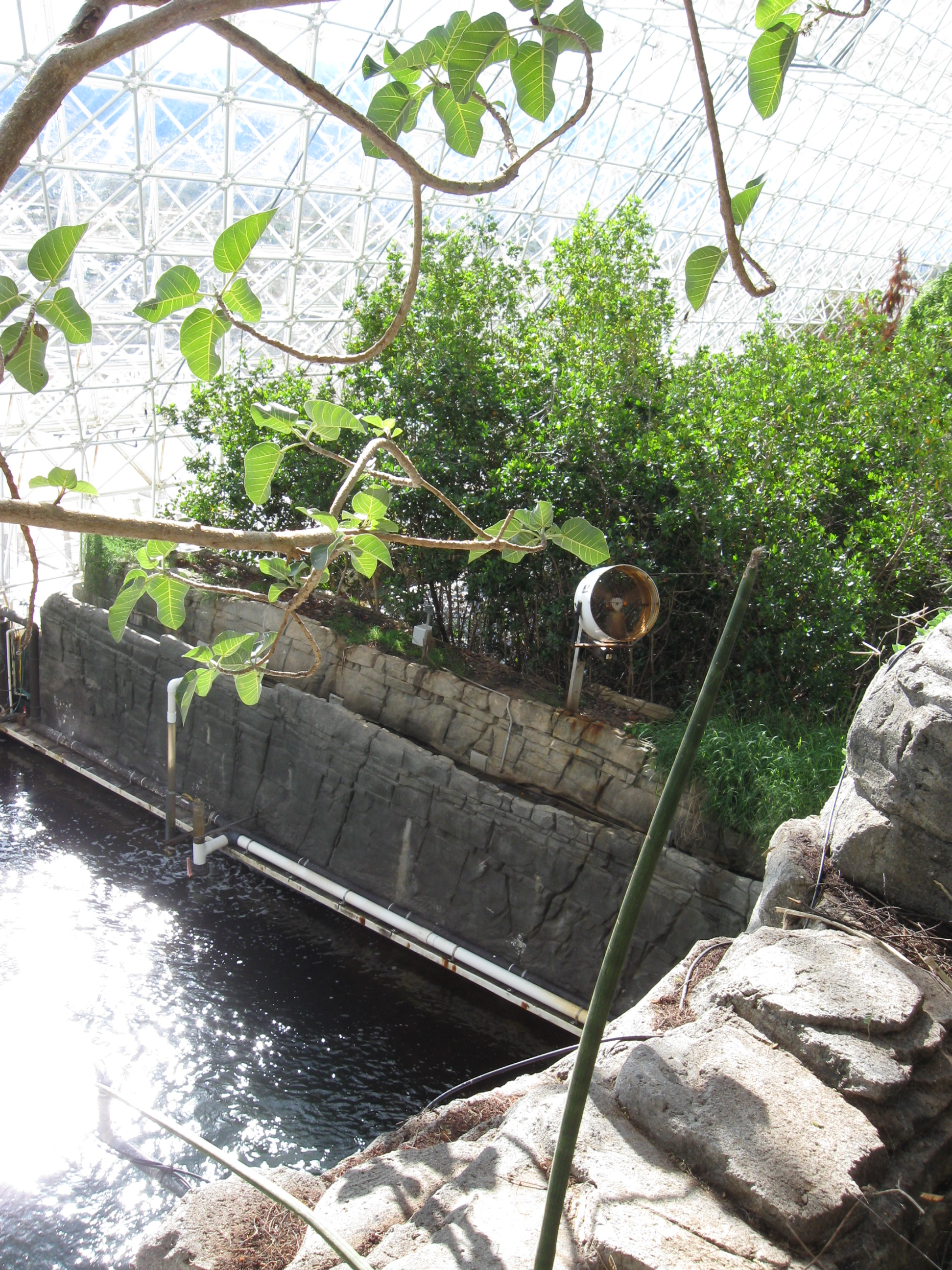
Biome des mangroves
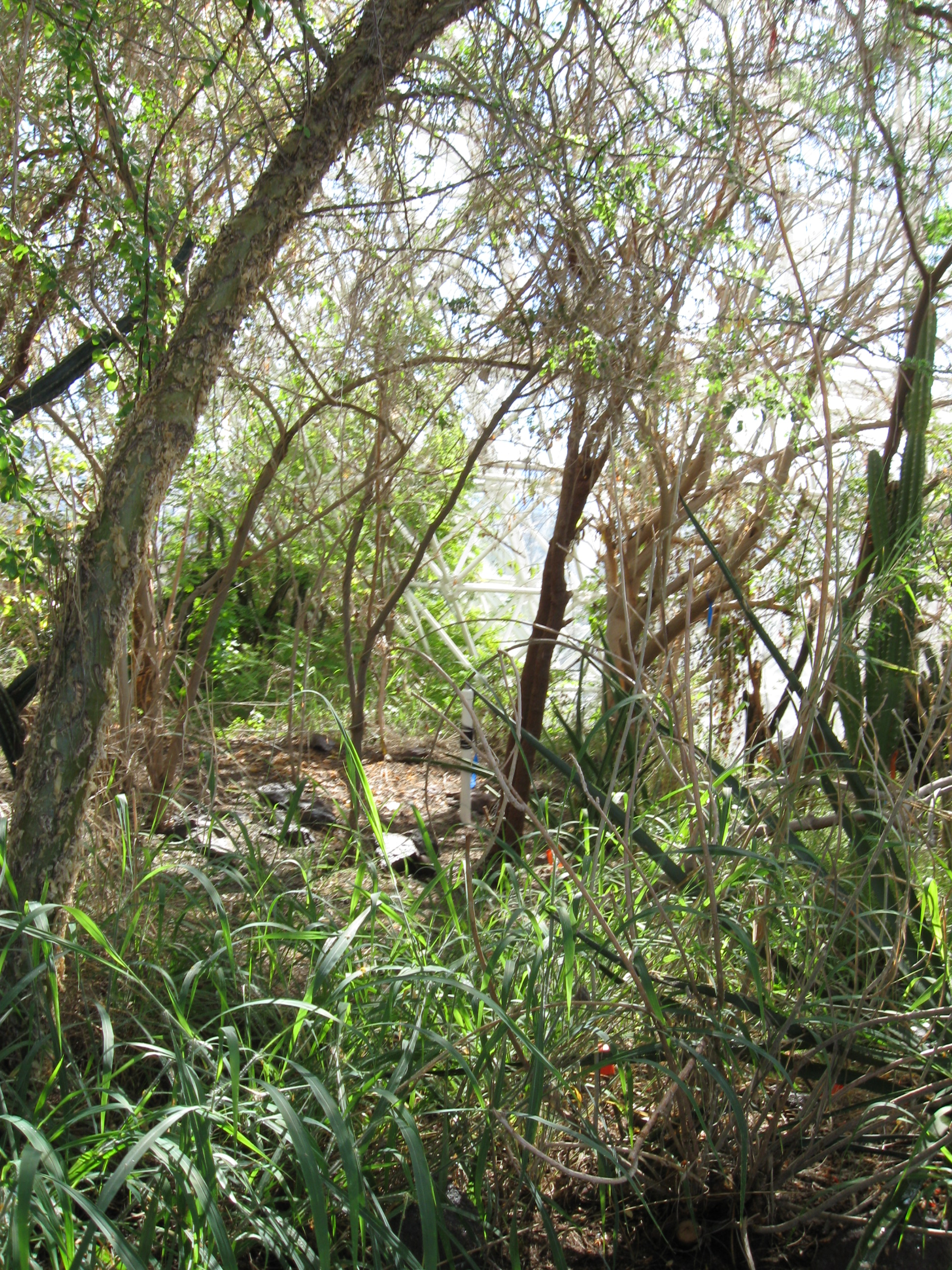
Biome de la savane
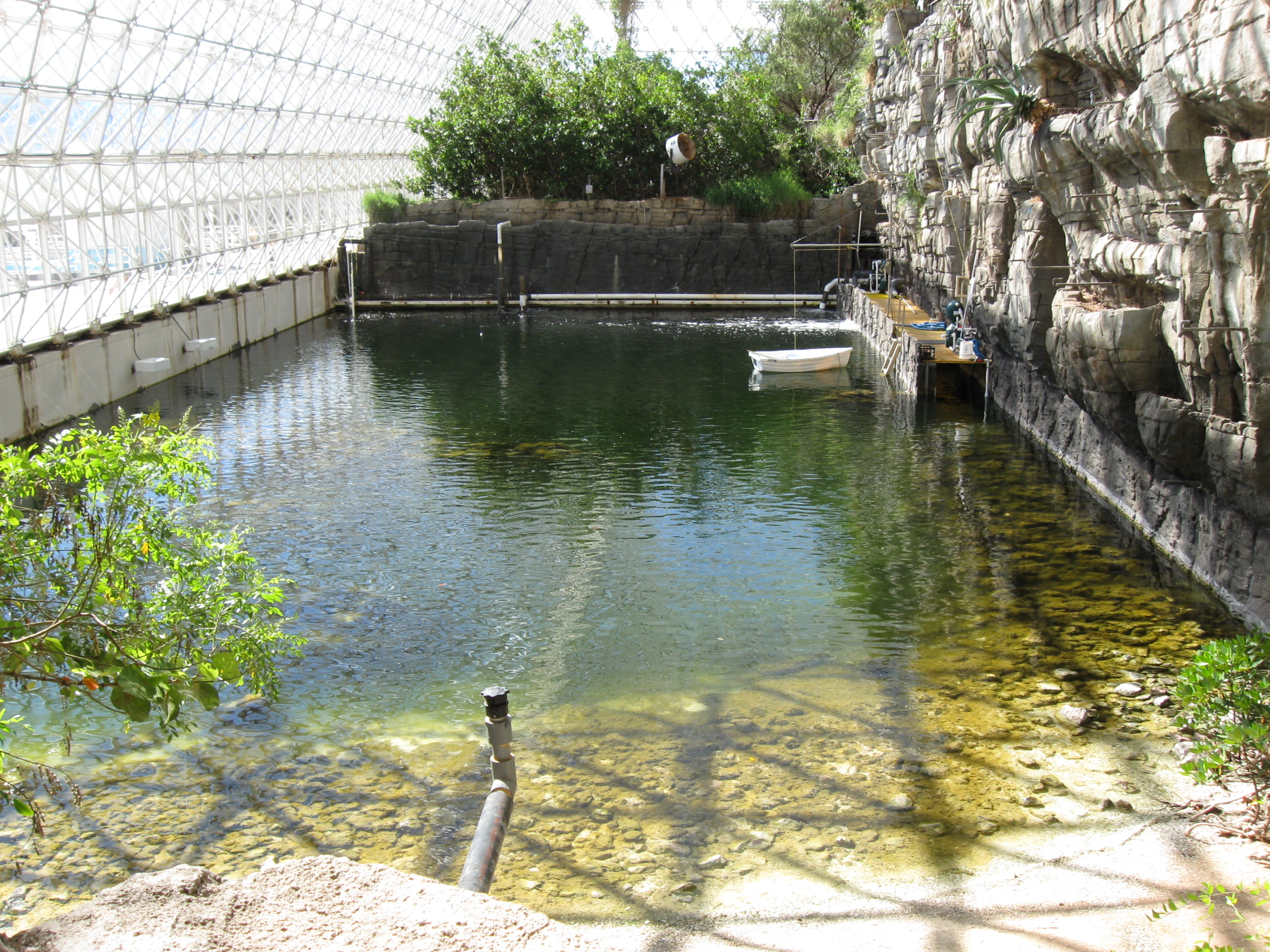
Biome de l'océan
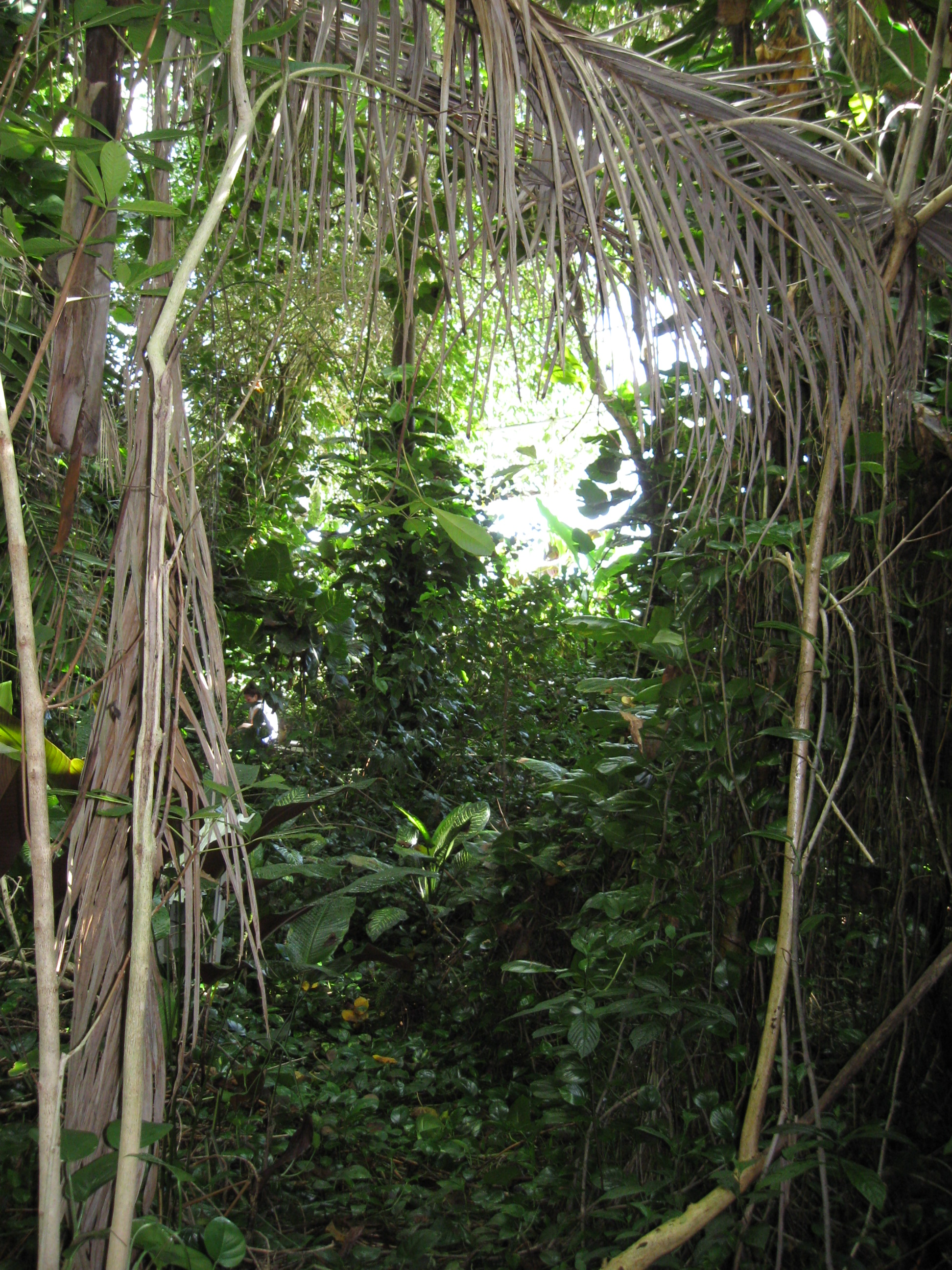
Biome de la forêt tropicale humide

## Documentaire
- Spaceship Earth, Matt Wolf, 1h 55min, 2020 (en)[23]

## Louanges et critiques du projet
Une vision de la Biosphère II était que c'était «le projet scientifique le plus excitant à entreprendre aux États-Unis depuis que le président John F. Kennedy nous a lancés vers la lune». D'autres l'appelaient « New Age qui se fait passer pour de la science». John Allen et Roy Walford possédaient les pouvoirs principaux. John Allen a obtenu un diplôme en génie métallurgique-minier de l'École des mines du Colorado et un MBA de la Harvard Business School. Roy Walford a reçu son doctorat en médecine de l'Université de Chicago et a enseigné à l'UCLA en tant que professeur de pathologie pendant 35 ans. Peu de temps après avoir quitté la première mission de Biosphère II, Mark Nelson a obtenu son Ph. D en 1998 sous le titre de professeur HT Odum en génie écologique.

En ce qui concerne les qualifications des participants (malgré la contribution à la phase de préparation de la Biosphère II de scientifiques de niveau mondial et entre autres l'Académie des sciences de Russie), Marc Cooper a écrit que « le groupe qui a construit, conçu et dirigé le projet de la biosphère n'est pas un groupe de chercheurs de haute technologie à la fine pointe de la science, mais une clique d'artistes de théâtre recyclée qui a évolué à partir d'un culte autoritaire - et décidément non scientifique - de la personnalité »,. Il faisait allusion au Ranch Synergia au Nouveau-Mexique, où beaucoup de Bionautes pratiquaient le théâtre sous la direction de John Allen et ont commencé à développer les idées derrière la Biosphère II. Cependant, le Comité scientifique consultatif de Biosphère II, présidé par Thomas Lovejoy de la Smithsonian Institution, a déclaré : 

« Le comité est d'accord pour dire que la conception et la construction de la Biosphère II étaient des actes de vision et de courage. L'échelle de la Biosphère II est unique et la Biosphère II fournit déjà des résultats scientifiques inattendus non possibles par d'autres moyens (notamment le déclin documenté et inattendu des niveaux d'oxygène atmosphérique). La Biosphère II fera des contributions scientifiques importantes dans les domaines du cyclage biogéochimique, l'écologie des systèmes écologiques fermés et l'écologie de la restauration. »

— Thomas Lovejoy
Par la suite, l'Université Columbia a réuni des scientifiques extérieurs au projet pour évaluer le potentiel de l'installation et en a conclu :
« …the Biosphere 2 facility is an exceptional laboratory for addressing critical questions relative to the future of Earth and its environment »
— Dr. Michael Crow, vice-Provost de l'Université Columbia
        
« l'installation Biosphère II est un laboratoire exceptionnel pour traiter des sujets critiques pour le futur de la Terre et son environnement. »
— Communiqué de presse du 20 décembre 1994

Un de ses consultants scientifiques a également été critique envers le projet. Le Dr Ghillean Prance, travaillant alors au jardin botanique de New York et futur directeur des jardins de Kew de Londres, a conçu le biome de la forêt tropicale. Bien qu'il ait plus tard reculé, reconnaissant la portée unique de cette expérience et contribué à son succès en tant que consultant, il a déclaré en 1983 (8 ans avant le début de l'expérience) : 

« J'ai été attiré par l'Institut d'Écotechnique suite à des coupes dans les budgets de recherche et parce que l'Institut semblait avoir beaucoup d'argent qu'il était prêt à dépenser librement. Avec d'autres, j'ai été abusé. L'intérêt de l'Institut pour la science n'est pas authentique. Il semble avoir une sorte d'agenda secret, et être guidé par un espèce (sic) de système philosophique ou religieux. »

— Ghillean Prance